# Fort Brown
Le Fort Brown, initialement Fort Texas, était un poste militaire de l'armée américaine au Texas dans la deuxième moitié du XIXe siècle et le début du XXe siècle. Les troupes américaines bâtirent le Fort Texas en 1845 sur la rive nord du Rio Grande. L'année suivante, le fort joua un rôle important dans le déclenchement de la guerre américano-mexicaine. Pendant le Siège de Fort Texas, le Major Jacob Brown fut tué : le fort fut rebaptisé en son honneur par le général Zachary Taylor. La ville de Brownsville fut fondée près du fort en 1849 avant de l'englober.

## Guerre de Sécession
En 1861, le colonel conféderé John "Rip" Ford occupe le fort:321, jusqu'en 1863. Les forces confédérés sont finalement chassées par les forces de l'Union sous les ordres du général Nathaniel P. Banks, qui campent dans des tentes plantées sur le site du fort.  Cette occupation de l'Union se termine en 1864, lorsque les forces confédérées sous les ordres du général James E. Slaughter et du colonel Ford prennent le contrôle de la région:365. Elles tiennent le poste jusqu'à la fin de la guerre, lorsqu'il est de nouveau occupé par les forces de l'Union sous les ordres du général Egbert Brown.